# Жан-Мартен Шарко
Жан-Марте́н Шарко́ (фр. Jean-Martin Charcot; 29 листопада 1825, Париж — 16 серпня 1893, Морван) — французький психіатр, невролог, широко використовував у своїй практиці гіпноз; відомий як засновник сучасної неврології. З його ім'ям пов'язані більш ніж 15 медичних епонімів.

## Біографія
Народився в родині бідних ремісників-каретників. З трьох синів освіту спромоглися дати лише Жану-Мартену. Він навчався у ліцеї святого Людовика фр. Lycee St. Louis. 1844 року вступив на медичний факультет Паризького університету, через чотири роки став інтерном у лікарні Шпиталь Пітьє-Сальпетрієр, що була відкрита у 1656 як притулок для бідних жінок, повій, психічно хворих.
Був одружений із донькою багатого паризького кравця. Власних дітей у Шарко було двоє: дочка Жені — художниця, майбутня опікунка музею свого батька, і син Жан — лікар і полярний дослідник, який назвав острів в Антарктиді на честь свого батька. Батько дружини Шарко був багатий паризький кравець, який володів багатьма мільйонами. Приватна практика Шарко стала настільки відомою, що його запрошували королівські сім'ї Європи. Це дозволило йому утримувати розкішну резиденцію на знаменитому бульварі Сен-Жермен. Він купив чудовий будинок і прилаштував до нього два сучасних крила, одне з яких займали кабінет і бібліотека.
У 1898 Шарко споруджено пам'ятник у Парижі.
Основні віхи професійної діяльності
| Рік  | Подія |
| ---- | --- |
| 1858 | Шарко став доктором медицини |
| 1860 | професор неврології |
| 1862 | повернувся в Шпиталь Пітьє-Сальпетрієр на посаду головного лікаря, йому дісталося відділення з «не-психічними епілептичками та істеричками»[джерело?] |
| 1866 | почав читати в Сальпетрієрі лекції про внутрішні хвороби                                                                                              |
| 1870 | розпочав лекції про нервові хвороби |
| 1872 | став професором патологічної анатомії на медичному факультеті Паризького університету                                                                 |
| 1880 | заснував журнал «Архіви неврології» |
| 1882 | очолив нову кафедру нервових хвороб, яка відкрилася в Сальпетрієр                                                                                     |
| 1883 | став членом Паризької академії наук |

## Внесок у науку
У 1850-70-ті роки роботи Шарко присвячені дослідженню проблем клінічної медицини — хронічних пневмоній, цирозу печінки, шкірних виразок. Він зробив одне з перших описів ревматоїдного артриту (1853), описав переміжну кульгавість (1858). Виявив у лейкемічній селезінці прозорі гострі кристали, пов'язані з еозинофілією при бронхіальній астмі (кристали Шарко-Лейдена). Відзначив різноманітні клініко-морфологічні прояви туберкульозу легень. Описав тремтіння рук, своєрідний парез нижніх кінцівок, підвищення електричної провідності шкіри при тиреотоксикозі.
З 1862 року займався головним чином питаннями нервових хвороб.
Шарко був засновником і співредактором ряду спеціальних медичних журналів:
- «Archives de physiologie normale et pathologique» (з 1868 р.);
- «Archives de nevrologie» (з 1880 р.);
- «Revue de Medecine» (з 1878 р.);
- "Nouvelle Iconographie de la Salpetriere "(з 1880 р.);
- "Archives de medecine experimentale et d'anatomie pathologique "(з 1889 р.)[7].

### Дослідження істерії

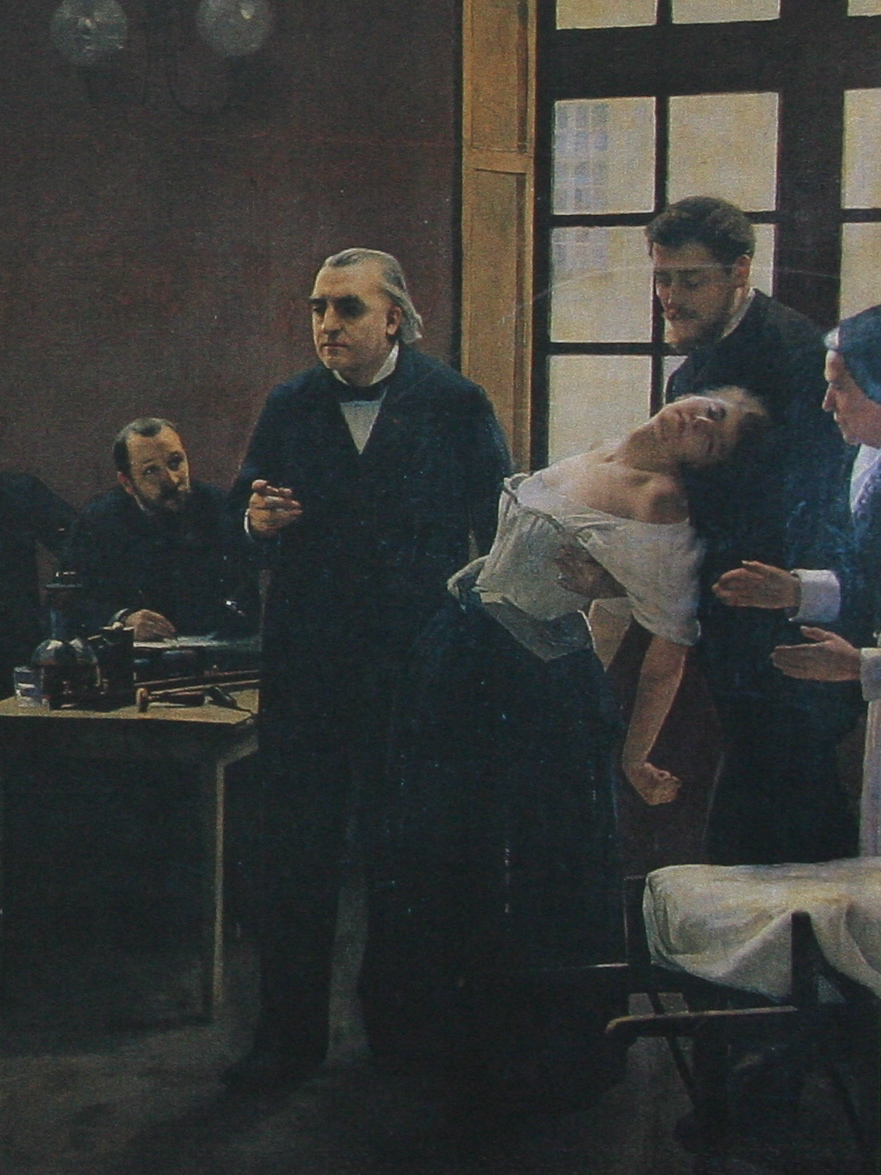
Шарко демонструє студентам жінку в істеричному припадку. Фрагмент картини «Клінічний урок у Сальпетрієрі»

Погляди Шарко на істерію суттєво відрізнялись від традиційних поглядів, які трактували її як:
- збудження жіночих статевих органів, для лікування якого застосовувалося натиснення на яєчники, накладання на них льоду і хірургічні операції на кліторі;
- притворство, тобто симуляція.

Натомість Шарко стверджував, що істерія — це невроз і є порушенням функцій головного мозку, а не структури тіла. Він довів, що істерія не є хворобою, пов'язаною винятково з порушеннями жіночої фізіології, а також встановив зв'язок між психологією та фізіологією.

### Дослідження гіпнозу
Працюючи із хворими на істерію пацієнтками, Шарко помітив, що вони легко впадають у транс при дії раптових, сильних подразників — різкого удару гонга, пронизливого звуку камертона, раптового спалаху світла тощо і раптово замирають мов кам'яна статуя. Стверджував, що підвищена сугестивність становить головну рису хворих на істерію. Хворі дозволяють себе загіпнозувати.
Шарко був прибічником соматичної теорії гіпнозу і вірив у гіпногенний вплив на нервову систему людини металів і магнітів, в трансферт (перехід паралічу, каталепсії, геміанестезії під впливом магніту з одного боку тіла на інший), в безпосереднє подразнення локалізованих рухових центрів мозкової кори погладжуванням по голові й так далі. Ця ж школа вивчала можливості різних периферичних подразнень механічного характеру (фіксація погляду, підіймання повік, погладжування чола) зумовити різні стадії гіпнозу зі специфічними, своєрідними реакціями м'язів і чутливості.
За поглядами школи Шарко, у стані так званої летаргії загіпнозовані нібито зовсім втрачають свідомість і не піддаються навіюванням, яке породжується у них уявленнями через посередництво органів відчуттів. Ця школа вчила далі, що гіпнозу піддаються майже тільки самі істерики, й зараховувала гіпноз до неврозів.
Ним зроблена спроба систематизації даних про гіпноз на основі порівнянь гіпнотичних феноменів та істеричних проявів та розглядав його як патологічний стан. На основі цього розробив теорію трьох стадій гіпнозу:
- летаргічну
- каталітичну
- сомнамбулічну[12]. У глибокій (сомнамбулічній) стадії хвору можна змусити уявити самим лише навіюванням, що вона перебуває, наприклад, в зоопарку, й змусити пережити повну гаму вражень від такої прогулянки.

Цій теорії суперечили представники школи гіпнозу в Нансі під керівництвом Іпполіта Бернхейма.
Після смерті Шарко гіпноз як наука став поступово зникати. Лише П'єр Жане, один з родоначальників французької дослідної психології, продовжував над цим працювати.

### Ім'я Шарко в сучасній медицині
Шарко зробив багато відкриттів у медицині та психіатрії. Його ім'я асоціюється із багатьма науковими термінами, зокрема:
- Душ Шарко — процедура, яка полягає в тому, що тіло масажують струменями води різної потужності. Початковою метою була боротьба зі стресом і зміцнення нервової системи, але також сприяє поліпшення крово- і лімфообігу, підвищенню тонусу шкіри та м'язів, оздоровлення імунної системи, нормалізації ваги, завдяки чому широко використовується в медицині та косметології[13].
- Хвороба Шарко або бічний аміотрофічний склероз (БАС) — рідкісне захворювання нервової системи, пов'язане з ураженням центральних і периферичних мотонейронів[14].
- Синдром Шарко або переміжна кульгавість — поява чи посилення болю в ногах (найчастіше в гомілках) при ходьбі, що змушує зупинятись. Біль може локалізуватися в сідничних м'язах, м'язах стегна або навіть попереку. Слабшає і затихає після короткого відпочинку. Може бути проявом звуження просвіту артерій нижніх кінцівок[15].
- Тріада Шарко I — поєднання ністагму, динамічного тремору, а також скандованим або уривчастим мовленням. Ця тріада іноді асоціюється з розсіяним склерозом, але це не так[16].
- Тріада Шарко II — комплекс симптомів, які вказують на гострий холангіт (запалення жовчних шляхів): гарячка, жовтяниця, печінкова коліка. Причиною є бактерії, які інфікують жовчні протоки та спричинюють запалення, яке проявляється болем і симптомами тріади Шарко[17].
- Зони Шарко або істерогенні зони — точки на тілі людини (на потилиці, руках, під ключицею, під молочними залозами, на нижній частині живота тощо), натискання на які може спричинити істеричний припадок у хворих на істерію[18].
- Мікроаневрізми Шарко-Бушара — ураження дрібних судин головного мозку, причиною яких є артеріальна гіпертензія[19].
- Кристали Шарко-Лейдена — кристалізовані ферменти еозинофілів, які мають форму довгастих пірамід. Зустрічаються в мокротинні при бронхіальній астмі, будь-яких рідинах, які містять еозинофіли[20].
- Перонеальна аміотрофія Шарко-Марі — спадкове захворювання, яке проявляється повільно прогресуючою атрофією і слабістю дистальних відділів ніг[21].
- Синдром Шарко-Вейс-Бекера — комплекс симптомів, які виникають при натисканні на шию в області каротидних синусів: зниження частоти серцевих скорочень, артеріального тиску, запаморочення, непритомність. Спостерігається частіше у чоловіків похилого віку, які страждають на атеросклероз та артеріальну гіпертензію. Непритомність може провокувати тугий комірець чи краватка, різкий нахил або поворот голови, гоління, лікарські втручання тощо[22].
- Синдром Шарко-Вілбранда пов'язаний із глибокими пошкодженнями потиличної частки мозку, як правило, через інсульт. Проявляється у втраті зору (більшою або меншою мірою) та втратою здатності бачити сни[23].
- Синдром Ерба-Шарко — спинальний параліч. Починається в дитячому або юнацькому віці, частіше хворіють хлопчики. Характеризується прогресуючою м'язовою слабкістю, поступовим розвитком спастичних розладів, утрудненням ходи, ходою навшпиньках. Атрофія м'язів відсутня, чутливість збережена або ушкоджується незначно[24].

## Наукові праці
Основні твори:
- Sur les divers états nerveux déterminés par l'hypnotisation chez les hystériques, 1882
- Leçons sur les maladies du système nerveux, 1885—1887
- Avec Paul Richer, Les Démoniaques dans l'art, Delahaye et Lecrosnier, 1887
- Avec Paul Richer, Les Difformes et les Malades dans l'art, Lecrosnier et Babé, 1889
- La foi qui guérit, Félix Alcan, Paris, 1897 Texte en ligne